# Gianfranco Pappalardo Fiumara
Gianfranco Pappalardo Fiumara (Catania, 2 de julho de 1978) é um pianista italiano especializado em performance barroca sob a influência de Rosalyn Tureck.

## Biografia
Treinado no Conservatório de Milão, Gianfranco Pappalardo Fiumara foi solista no Carnegie Hall, em Nova York, em 2006 e em 2011, na Sala Giuseppe Verdi em Milão, do Teatro Vincenzo Bellini em Catania, e Palazzo del Quirinale em Roma.
Tocou programas dedicados ao solo de Bach na Capela do Bon Pastor, na Catedral de Notre-Dame em Montreal, na sala de Glenn Gould em Toronto, Chipre e em várias partes do mundo, e com orquestras como a Orquestra Sinfônica da Sicília, a Orquestra do Teatro Bellini de Catania e Orquestra Filarmônica du Nouveau Monde, em Montreal, a Orquestra Filarmônica Opera Bourgas e a Orquestra de Câmara de Ascoli Piceno,no México, com a Orquestra do Governo do Estado do México, em Roma a Palazzo del Quirinale RAI.
Foi diretor artístico da Oficina de Música Internacional da Universidade de Catania. Lecionou no Conservatório de Milão e Cagliari e atualmente é professor no Conservatório de Palermo.
Ele é autor de publicações históricas sobre W. A. Mozart e suas relações com os maçons e da teoria da educação musical em particular.

## Discografia
- Missa Solene Little Gioachino Rossini, 2006;
- J.S Bach piano recital, RAI Roma, 2006 - 2011;
- Vincenzo Bellini e Giuseppe Verdi câmera da arie Panastudio Records, 2008
- J.S. Bach Goldberg Variation Bwv 988, Classic Voice, 2011

## Títulos
- Preço Piano Concurso Internacional de Piano em Neglia Enna (1999);
- Preço Ibla Prémio Concurso Internacional de Piano Grand, Ragusa (2002);
- Medalha de honra para a arte do Presidente da República Italiana 2012;